# Зотіно (Петуховський округ)
Зо́тіно (рос. Зотино) — село у складі Петуховського округу Курганської області, Росія.
Населення — 380 осіб (2010, 466 у 2002).
Національний склад станом на 2002 рік:
- росіяни — 92 %